# Robert Jean-Jacques Arthur
 (septembre 2019).
Si vous disposez d'ouvrages ou d'articles de référence ou si vous connaissez des sites web de qualité traitant du thème abordé ici, merci de compléter l'article en donnant les références utiles à sa vérifiabilité et en les liant à la section « Notes et références ».
Robert Jean-Jacques Arthur, né le 30 mars 1761 à Paris et mort guillotiné le 30 juillet 1794 dans la même ville,est un homme politique et révolutionnaire français.

## Biographie
Fabricant de papiers peints, fils de Jean Arthur d'origine anglaise, ami de Collot d'Herbois et de Robespierre, Robert Jean-Jacques Arthur est membre du Club des jacobins.
En 1790, il préside le district des Jacobins-Saint-Honoré, est brièvement membre du conseil général de la Commune de Paris, entre le 12 et le 18 août 1792. Il est le président de la section des Piques d'août à novembre 1792. La même année, il présente sa candidature comme député à la Convention contre Philippe Égalité mais ne recueille qu'une seule voix : la sienne. Il aurait fait partie des organisateurs des massacres de Septembre 1792. 
Dès octobre 1792, il attaque violemment les girondins, notamment par ses discours à la tribune du Club des jacobins à l'encontre de Roland, Danton, Étienne Clavière ou Charles François Delacroix. Il remplace Robespierre à la Commune de Paris, le 29 novembre 1792. Lors du coup d'État du 9 thermidor de l'an II, il reste fidèle à celui-ci et sera exécuté à sa suite le 12 thermidor.